# Мій ворог, мій брат
«Мій ворог, мій брат» (англ. My Enemy, My Brother) — канадський  документальний короткометражний фільм, знятий Енн Шін. Стрічка є однією із десяти з-поміж 74 заявлених, що увійшли до шортлиста премії «Оскар-2016» у номінації «найкращий документальний короткометражний фільм». Фільм розповідає про двох чоловіків, що воювали по різні сторони ірано-іракської війни у 1980-ті роки, і які зустрічаються двадцять років потому в Канаді.

## Визнання
| Нагороди та номінації фільму «Мій ворог, мій брат» | Нагороди та номінації фільму «Мій ворог, мій брат» | Нагороди та номінації фільму «Мій ворог, мій брат» | Нагороди та номінації фільму «Мій ворог, мій брат» | Нагороди та номінації фільму «Мій ворог, мій брат» | Нагороди та номінації фільму «Мій ворог, мій брат» |
| Рік                                                | Кінопремія / Кінофестиваль                         | Категорія / Нагорода                               | Номінант                                           | Результат                                          |                                                    |
| -------------------------------------------------- | -------------------------------------------------- | -------------------------------------------------- | -------------------------------------------------- | -------------------------------------------------- | -------------------------------------------------- |
| 2015                                               | Трайбекський кінофестиваль                         | Найкращий документальний короткометражний фільм    | «Мій ворог, мій брат»                              | Номінація                                          |                                                    |
| 2015                                               | Кінофестиваль міста Треверс                        | Приз творців                                       | «Мій ворог, мій брат»                              | Перемога                                           |                                                    |
| 2015                                               | Кінопремія Канади                                  | Найкращий документальний фільм                     | «Мій ворог, мій брат»                              | Перемога                                           |                                                    |
| 2015                                               | Кінопремія Канади                                  | Найкращий режисер документального фільму           | Енн Шін                                            | Перемога                                           |                                                    |